# Rivière Colombière
Rivière Colombière är ett vattendrag i Kanada.   Det ligger i provinsen Québec, i den sydöstra delen av landet, 300 km norr om huvudstaden Ottawa. Rivière Colombière ligger vid sjön Lac Colombière.
I omgivningarna runt Rivière Colombière växer i huvudsak blandskog. Runt Rivière Colombière är det glesbefolkat, med 9 invånare per kvadratkilometer.